# Pazuengos
Pazuengos – gmina w Hiszpanii, w prowincji La Rioja, w La Rioja, o powierzchni 25,12 km². W 2011 roku gmina liczyła 35 mieszkańców.